# Latte+
I Latte+ (a volte scritto Lattepiù o Latte Più) sono un gruppo musicale punk rock italiano, in attività dal 1997. Sono talvolta considerati esponenti del flower-punk.

## Storia del gruppo

### 1992-1997: Gli esordi
Si sono formati a Empoli nel 1997 da tre amici d'infanzia che facevano parte degli Anarchika, cover band punk rock attiva nel periodo 1992-1996: Federico Fabiani detto Chicco (basso e voce), Antonio Darii detto Darii (chitarra e cori) e Johnny Cicala detto Johnny (batteria) che propone il nome del gruppo, ispirato all'omonima bevanda immaginaria consumata dai protagonisti del film Arancia meccanica di Stanley Kubrick.
Nel febbraio del 1997 i Latte+ registrano il primo demo, Dustbin in Town, contenente sei pezzi cantati in lingua inglese e per tutta l'estate la band si esibisce dal vivo nella provincia fiorentina.

### 1997-2005: L'album di debutto e la Agitato Records
A settembre 1998 dopo un anno di sospensione dell'attività dovuta al servizio militare di Chicco con l'entrata di Orso alla chitarra solista ricominciano le prove. Nell'estate 1999 registrano il primo album autoprodotto presso il West Link Studio di Cascina, cantato in inglese, The New Generation Sucks a cui seguono i primi concerti fuori regione.
Nell'estate del 2000 viene deciso di scrivere testi in italiano e nell'estate del 2001 l'Agitato Records, etichetta discografica indipendente di Treviso e produttrice di gruppi come Peter Punk e Moravagine, inserisce il brano Ragazza americana nella compilation punk Punk Generation vol.1. A dicembre registrano per l'Agitato Records il primo album non autoprodotto. Guerriglia urbana, registrato e mixato in una settimana presso lo studio Blue Train di Mira, esce nella primavera del 2002. Il singolo intitolato Guerriglia urbana ebbe un discreto successo, divenendo uno dei brani-manifesto del "flower punk" di quegli anni. Il videoclip viene presentato durante il programma Database nell'ottobre 2003, e trasmesso su Rock TV 
Nel tour che segue si esibiscono per la prima volta in Svizzera e al Marcon Festival 2003.
Alla fine del 2004 pubblicano il secondo album Molotov, registrato a Roncade, ancora per l'Agitato Records. Durante il tour di supporto nel 2005 Orso lascia il suo posto, costringendo la band a cancellare alcune date. Viene sostituito da Alessio Giorgetta, detto George.

### 2006-2012: Da"Non è finita"ad"Asociale"
Nel 2006 si conclude il rapporto con l'Agitato Records. La band durante l'anno non compone nuove canzoni ma si limita a partecipare ad alcune compilation e suona in alcuni festival. A ottobre 2007 Johnny lascia la band e un mese dopo il George prende la stessa decisione.
Nel 2008 i due componenti restanti, Chicco e il Darii, scrivono nuove canzoni e con l'aiuto di un turnista alla batteria, Angelo Pinto, registrano in studio il terzo album Non è finita per la Controtempo Produzioni.
È nella primavera del 2009 che la line-up ritrova stabilità con gli arrivi di Giacomo Pucci, detto Puccio, alla batteria e Alessandro Severi, detto Seve, alla chitarra solista. Parte il tour promozionale del nuovo album e la band riprende a suonare dal vivo con continuità fino alla fine del 2010.
Nel giugno del 2011 viene registrato in studio il quarto album, Asociale, il cui sound è influenzato dal rock and roll. Autoprodotto, esce nei primi mesi del 2012 e successivamente viene distribuito digitalmente da One Step Records. Alla fine del tour promozionale il Seve lascia la band per motivi personali ma la band non si scoraggia riparte subito a scrivere nuove canzoni tornando alla lingua inglese dopo 4 album in italiano.

### 2013-presente: Nuovi album e festival internazionali
Ripristinata la line-up con l'entrata di Leonardo Serrini (detto Leo), al basso e ai cori ed il passaggio di Chicco alla chitarra, vengono composti 18 pezzi che danno vita a No more than three chords, album che riporta il sound alle origini con pezzi cortissimi, veloci, diretti. L'album viene registrato nel luglio 2014 ed esce a settembre in Italia per Rocketman Records e a novembre per la prima volta anche negli USA per la Infested Records di Chicago.
Anche il successivo Stitches, prodotto da Professional Punkers, in collaborazione con l'etichetta austriaca Monster Zero, prosegue con il cantato in Inglese, con tredici brani di punk rock classico, della durata media di due minuti. Il gruppo inizia ad esibirsi dal vivo anche fuori dall'Italia, all'Hafen Rock nel 2018, all'Olgas rock e al Rebellion Festival di Blackpool nel 2019.
Nel 2019 viene pubblicato Next to ruin, prodotto dalla Phocomelic records, e per la prima volta stampato e distribuito in vinile negli USA dalla ProRawk Records. Sempre la ProRawk records nel 2020 pubblica per il mercato statunitense la raccolta in formato CD Latte+ for Dummies che contiene brani tratti degli ultimi tre dischi della band empolese
Il 24 marzo 2023 esce l'album World of Retarded, sempre per la ProRawk Records.

## Formazione

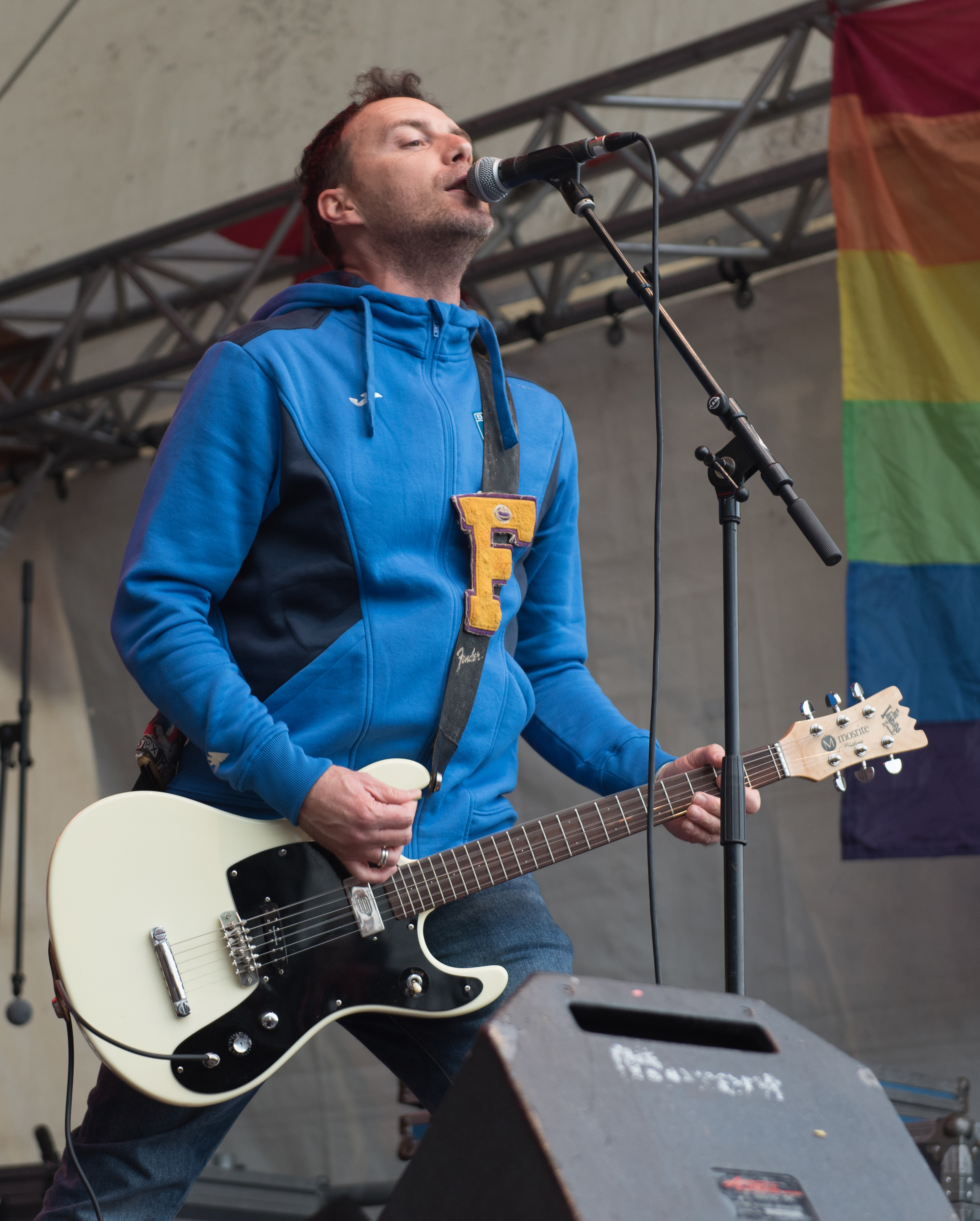
Chicco all'Hafen Rock 2018

- Chicco – chitarra e voce (1997-presente)
- Jay – basso e voce (2018-presente)
- Puccio – batteria (2009-presente)

### Ex componenti
- Johnny – batteria (1997-2007)
- Orso – chitarra (1998-2005)
- George – chitarra (2005-2007)
- Seve – chitarra (2009-2012)
- Leo – basso e cori (2015-2018)
- Darii – chitarra (1997-2014)

## Discografia

### Album in studio
- 1999 – The New Generation Sucks
- 2002 – Guerriglia urbana
- 2005 – Molotov
- 2009 – Non è finita
- 2012 – Asociale
- 2014 – No More Than Three Chords
- 2017 – Stitches
- 2019 – Next to Ruin
- 2023 – World of Retarded

### Raccolte
- 2007 – 1997-2007 Punkrock days
- 2017 – Punk Rock 20
- 2020 – Latte+ for Dummies

### Split
- 2015 – Punk Rock Generations (con The Crooks, Rappresaglia e Senzabenza)

### Demo
- 1997 – Dustbin in Town

### Apparizioni in compilation
- 2000 – Punk Generation vol.1
- 2002 – Punk Generation vol.2
- 2002 – Rocksound speciale punk
- 2003 – San Tommaso vol.1
- 2004 – Eskalibur vol.1
- 2005 – *6
- 2005 – Degenero Punk Hardcore
- 2006 – Strummer: a Clash Tribute
- 2007 – Toscana Punk Rock vol.1
- 2009 – Rock Against Silvio
- 2010 – Punkrock disastrous compilation
- 2013 – Know Your Rights - Sicurezza sul lavoro